# Boy Kill Boy
Boy Kill Boy (читается бой килл бой) — британская альтернативная рок-группа, образованная в 2004 году в городе Лондон.

## История группы
В мае 2005 года они представили свой дебютный сингл «Suzie» под лейблом Fierce Panda. Летом того же года они выступили на Radio 1. Второй сингл «Civil Sin» вышел позже в том же году. В 2006 году их сингл «Back Again» занял 26-е место в UK Singles Chart, а переизданный сингл «Suzie» занял 17-е место. Дебютный альбом Civilian был представлен 22 мая 2006 года и занял 16-е место в UK Album Chart. 31 марта 2008 года группа представила свой новый альбом Stars and the Sea.
Сингл «Suzie» присутствовал в игре «FIFA Street 2», выпущенной зимой 2006 года компанией Electronic Arts. Песня «Civil Sin» была в саундтреке к игре «FIFA 07», а песня «Back Again» в саундтреке к игре Test Drive Unlimited.

## Дискография

### Альбомы
- Civilian (22 мая, 2006) Universal
- Stars and the Sea (31 марта, 2008) Universal

### Синглы
| Год  | Песня                    | UK Singles Chart | Альбом            |
| ---- | ------------------------ | ---------------- | ----------------- |
| 2005 | «Suzie»                  | #130             | Civilian          |
| 2005 | «Civil Sin»              | N/A              | Civilian          |
| 2006 | «Back Again»             | #26              | Civilian          |
| 2006 | «Suzie» (re-release)     | #17              | Civilian          |
| 2006 | «Civil Sin» (re-release) | #44              | Civilian          |
| 2006 | «Shoot Me Down»          | #63              | Civilian          |
| 2007 | «No Conversation»        | N/A              | Stars and the Sea |
| 2008 | «Promises»               | #121             | Stars and the Sea |